# Luhyové
Luhyové jsou africkým bantuským etnikem. Jsou druhou nejpočetnější etnickou skupinou v Keni a v Ugandě a dělí se do dvaceti kulturně a jazykově diferencovaných klanů. Mezi Luhyi byla běžná polygynie. Vlivem šíření křesťanství se tato praxe začala opouštět, ovšem nikoli zcela, neboť šíření islámu polygynii naopak upevňovalo. Dnes je mezi Luhyi polygynie praktikována v menšině, a to luhyjskými muslimy a vyznavači tradičního náboženství.

## Náboženství
Většina Luhyů se hlásí ke křesťanství v mnoha denominacích. Někteří zároveň ctí tradiční náboženství předků (vícečetná náboženská identita). Nejvyšší Bůh v tradičním luhyjském náboženství se jmenuje Nyasaye. Mezi křesťanskými Luhyi je Nyasaye chápán jako Bůh Otec. Na konci 18. století přišli mezi Luhye kvakerští misionáři a otevřeli základnu v Kaimosi. Následovali je misionáři z Církve Boží, kteří své centrum vybudovali v Bunyore. V tomtéž období dorazila mezi Luhye také katolická misie. Anglikáni začali mezi Luhyi působit v roce 1906. V roce 1924 začala svou misijní činnost letniční křesťané z Kanady, zejména v Nyan’gori. Armáda spásy přišla do oblasti v roce 1936. Baptisté datují počátek činnosti v oblasti do roku 1960.
Mezi Luhyi vznikl v roce 1948 náboženský kult Dini ya Msambwa. Toto společenství vyznávalo boha Bukusu sídlícího na hoře Elgon, zároveň ovšem ctilo Bibli jako svatou knihu a v úctě chovalo tradiční čaroděje.

## Zvyky
Mezi Luhyi byla v minulosti běžná mužská i ženská obřízka. Tento zvyk silně ustupoval s rozšiřováním křesťanství, ovšem následně opět upevňoval s příchodem islámské misie. Dnes je mužská i ženská obřízka u luhyjských křesťanů dobrovolná, u luhyjských muslimů je běžná, stejně jako u vyznavačů původního luhyjského náboženství.
Mužská obřízka je součástí přechodového rituálu dospělosti. Luhyové tento přechodový rituál chlapců v muže praktikují vždy po dvou letech. Iniciováni jsou chlapci ve věku 11 až 14 let. Součástí rituálu je povinnost přežít určitou dobu o samotě v divočině. V modernizovaných oblastech probíhá obřízka v nemocnici a povinnost přežít o samotě v divočině většinou není vyžadována. Po obřízce následuje rodinná hostina.